# Costa del Sol
 (novembre 2016).
Si vous disposez d'ouvrages ou d'articles de référence ou si vous connaissez des sites web de qualité traitant du thème abordé ici, merci de compléter l'article en donnant les références utiles à sa vérifiabilité et en les liant à la section « Notes et références ».

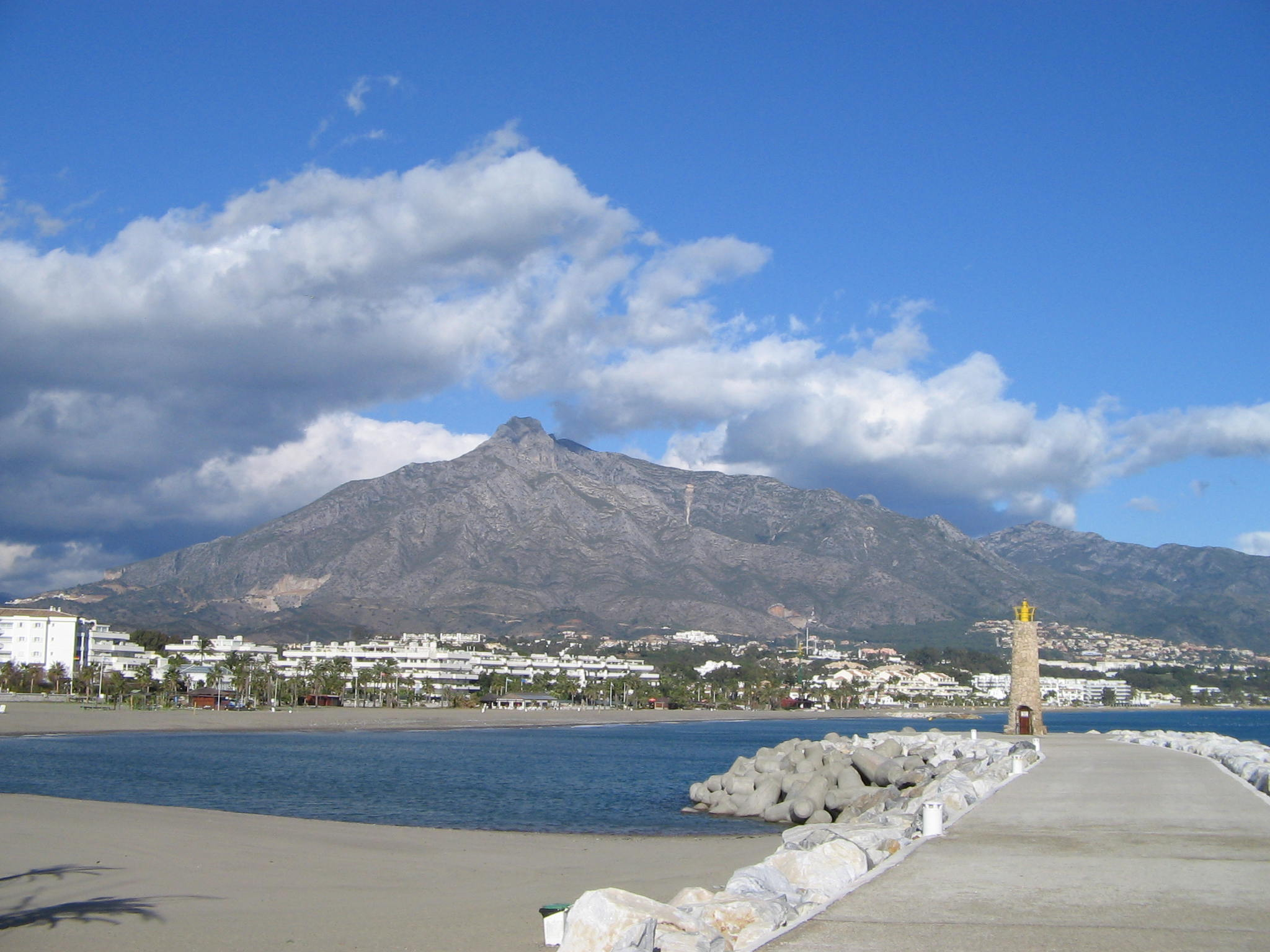
Puerto Banús, marina de Marbella.

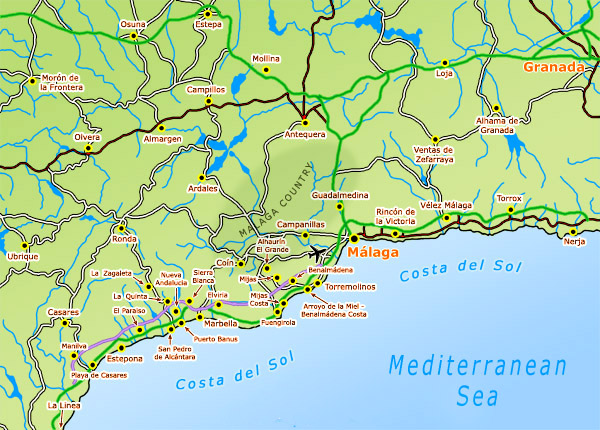
Carte de la Costa del Sol.

La Costa del Sol (« côte du Soleil », en espagnol) est le littoral méditerranéen du Sud de l'Espagne, en Andalousie, compris entre la pointe de Tarifa et le cap de Gata.
C'est une côte de plus de 150 kilomètres le long de la Méditerranée, limitée à l'est par la province de Grenade et la ville de Nerja sur la Costa tropical et à l'ouest par la province de Cadix et la ville de Cadix.
Le territoire côtier est le plus peuplé de la province et comprend dans son ensemble 1,2 million d’habitants, ce qui veut dire que 80 % des habitants de la province de Malaga habitent sur le littoral. La province compte 140 plages de Nerja jusqu'à Manilva.
Un important tourisme de provenance internationale s'y est développé depuis les années 1950, en faisant aujourd'hui une destination touristique prisée,  par les Anglais, Français, Allemands et Marocains.

## Histoire
La considération de la Costa del Sol en tant que destination touristique internationale commence à prendre de l'ampleur dès la deuxième moitié du siècle dernier à un moment où le touriste d’élite, rare et sélectif, est à la recherche de nouveaux endroits, une période qui coïncide également avec celle de l’incorporation à l’activité touristique de couches sociales plus larges.
En ce qui concerne l’appellation ou « marque » Costa del Sol, plusieurs explications ont été données, mais aucune concluante. Néanmoins, il a été documenté que cette zone du littoral andalou fut annoncée sous le nom connu mondialement aujourd'hui au cours de l'exposition ibéro-américaine tenue à Séville en 1929. D’après certains témoignages, l’appellation Costa del Sol fut adoptée par un consul autrichien qui résidait à Cadix et voyageait fréquemment à Almería. Le voyage avait lieu par la côte et ce consul devait forcément passer par les provinces de Málaga et Grenade ; vu la bonté du climat dans la zone, il appela cette frange littorale la Costa del Sol. Des années plus tard, avec l’extraordinaire essor touristique du littoral malaguène, la Costa del Sol fut exclusivement circonscrite à la province de Málaga.
Quoi qu'il en soit, l'histoire réelle de la Costa del Sol commence à Torremolinos avec un antécédent clair : la présence de George Langworthy, plus connu par les villageois comme « El inglés » (l’anglais), en raison de son origine britannique. Ce personnage singulier s’installa avec son épouse dans le château de Santa Clara qu'il avait acquis à la fin du XIXe siècle et qui allait devenir une résidence pour étrangers.
Des années plus tard, Carlota Alessadri Tettamanzy allait transformer l’une de ses propriétés pour en faire le Parador de Montemar ; peu de temps après, l’hôtel La Roca ouvrirait ses portes. Très peu auraient pu prévoir qu'autour de ces trois premiers établissements, fréquentés par des gens aux coutumes étranges, allait surgir un empire touristique de premier ordre. L’ouverture en 1959 de l’hôtel Pez Espada marqua le coup de départ vers la consolidation touristique de Torremolinos, qui commença à accueillir de nombreuses personnalités (notamment des stars du cinéma) qui, à leur tour, attiraient d’autres visiteurs de grande répercussion médiatique.
L’éclosion de Torremolinos dans le domaine touristique causa un inévitable effet domino et ainsi, vers la fin des années 60 et début des années 70, les communes voisines telles que Benalmádena, Fuengirola et Mijas connurent également une croissance touristique inespérée, à laquelle contribua largement le fait que la Costa del Sol commençait à devenir un immense plateau de cinéma dans lequel les tournages de films se succédaient (environ 250 jusqu’à fin 2005).
Néanmoins, quelques kilomètres à l’ouest de Torremolinos, un autre « boom » se préparait, agencé notamment par Alfonso de Hohenlohe, Norberto Goizueta et José Luque qui placèrent Marbella à la tête du tourisme international. Tout d’abord, dès l’inauguration du Marbella Club (1954), l’endroit devint le lieu de rendez-vous annuel à Marbella d’aristocrates, grands magnats, des stars les plus cotées, bref, de la « jet-set ». Mais un tour de vis supplémentaire allait être donné : l’inauguration de Puerto Banús, dans les années 60, qui favorisa l’escale de grands yachts sur ses quais et la création d’une marina qui devint rapidement la plus réputée de la Méditerranée si l’on tient compte du nombre de personnalités internationalement connues qui fréquentent régulièrement les établissements qu’on y trouve.
Les grands hôtels ne suffisent plus à satisfaire la demande diversifiée d’un tourisme à haut pouvoir acquisitif, c’est pourquoi les boîtes de nuit et les salles de fêtes les plus sophistiquées viennent en renfort, ainsi que des casinos et, surtout, un ensemble de terrains de golf à nul autre pareil en Europe. L’offre de loisirs se complète avec la mise en marche de nombreux parcs aquatiques, et l'ouverture de parcs thématiques et d’attractions, ainsi qu’en se tournant vers d’autres segments touristiques comme celui des congrès, culturel et d’intérieur, en visant notamment les zones de la Serranía de Ronda et l'Axarquía, un intérêt qui s'élargirait par la suite aux régions d'Antequera et du Guadalhorce.
Moins spectaculaire, mais tout aussi remarquable, a été le développement touristique de la zone orientale de la Costa del Sol, située quasiment dans sa totalité dans la région de l’Axarquía (un nom qui provient sans conteste de l'époque de l'al-Andalus). La commune la plus connue de ce territoire, Nerja, fit ses premiers pas dans ce contexte touristique à la suite de la découverte en 1959 d’une impressionnante grotte aux dimensions peu usuelles dans la localité voisine de Maro.
Nul doute que la Cueva –grotte– de Nerja, où se tient chaque année en juillet un festival international de musique et de danse, a été la réclame (outre un exceptionnel paysage de montagnes et falaises) ayant permis à cette commune, et aux localités voisines, d’acquérir une importante situation touristique. Le Festival International de la Cueva de Nerja, qui fêta ses 50 ans d’histoire en 2009, devint dès ses débuts le rendez-vous culturel incontournable, et n’a cessé de croître et de consolider son prestige d’année en année, avec la participation des plus importantes figures de la musique, la danse, le chant et le flamenco.
Une fois surmontée la difficulté de communication avec la capitale malaguène grâce à l’inauguration voici quelques années de l’ « autovía del Mediterráneo » (autoroute de la Méditerranée), la Costa del Sol orientale se profile comme l'une des plus intéressantes ressources touristiques de la province de Málaga.
Écoulé un demi-siècle depuis l’éclosion de Torremolinos qui, surpris de ses propres possibilités, se penchait, incrédule, sur la scène touristique internationale, la Costa del Sol a su s’adapter jusqu’à ce jour aux besoins des flux touristiques sans cesse croissant durant la période estivale.

## Transports
Les villes de la Costa del Sol communiquent entre elles par l'autoroute A-7 AP-7.

### Autocars
Les villes et les stations balnéaires de la Costa del Sol sont desservies par un grand réseau d'autocars. Ce service relie surtout les villes entre Málaga et Marbella mais également, de manière moins fréquente, Gibraltar, Almería ou Cordoue.

### Bateaux
La Costa del Sol comporte quelques ports importants, comme le port de Gibraltar, le port de Marbella (Puerto Banus), Algésiras, ou encore celui de Malaga. Des trajets sont organisés tous les jours entre le port de Malaga et Melilla, mais aussi du port de Gibraltar et Algésiras vers Ceuta et Tanger.

### Taxis
Les taxis sont blancs avec une ligne bleue sur la portière avant et une lumière verte sur le toit. Dans certaines localités le long de la côte, les taxis ne sont pas munis d’un taximètre. 

### Avions
La Costa del Sol possède l’aéroport de Malaga. Il relie la ville aux principales grandes villes espagnoles, aux autres villes de l'Union européenne, à l’Afrique, à l’Amérique, etc.

### Trains
La Costa del Sol possède la gare de Malaga Maria Zambrano.

## Climat
La côte bénéficie d'un climat méditerranéen subtropical. L'été est chaud, les températures maximales sont de 30°C, et ponctuellement avoisiner 35 °C, bien qu'une telle valeur reste exceptionnelle sur le littoral et ne se produit que par journées exceptionnelles. 
L'intérieur de la Costa del Sol, notamment dans la sierra Bermeja, connaît des températures bien plus élevées dès lors que l'on s'éloigne de quelques dizaines de kilomètres dans le massif, mieux protégé du vents.
L'hiver, les températures sont relativement douces en journée (environ 15 °C) sur le littoral.
La température moyenne annuelle est d'environ 18 °C. Les précipitations sont très rares (moins de 35 jours par an en moyenne) mais intensives lorsqu'elles surviennent. L'ensoleillement culmine à environ 330 jours par an. 
Le vent souffle souvent en provenance de l'Ouest (Poniente) et se renforce par effet venturi à son passage dans le détroit de Gibraltar, faisant le bonheur des pratiquants de kitesurf.
Certaines journées de l'été se traduisent par de la brume maritime plus ou moins dense sur le littoral causé par l'évaporation des eaux de la mer Méditerranée due à l'ensoleillement très intensif de la mer en cette période.
Par beau temps, on aperçoit Gibraltar et les côtes de l'Afrique : la chaîne du Rif marocain.
| Mois                                | jan. | fév. | mars | avril | mai  | juin | jui. | août | sep. | oct. | nov. | déc. | année |
| ----------------------------------- | ---- | ---- | ---- | ----- | ---- | ---- | ---- | ---- | ---- | ---- | ---- | ---- | ----- |
| Température minimale moyenne (°C)   | 7,3  | 7,9  | 9    | 10,4  | 13,4 | 17,1 | 19,7 | 20,5 | 18,2 | 14,3 | 10,8 | 8,4  | 13    |
| Température moyenne (°C)            | 12   | 12,8 | 14,1 | 15,6  | 18,7 | 22,2 | 24,8 | 25,4 | 23,1 | 19   | 15,4 | 12,9 | 18    |
| Température maximale moyenne (°C)   | 16,6 | 17,7 | 19,1 | 21    | 23,8 | 27,3 | 29,9 | 30,3 | 27,9 | 23,7 | 20   | 17,4 | 23    |
| Précipitations (mm)                 | 81   | 55   | 49   | 41    | 25   | 12   | 2    | 6    | 16   | 56   | 95   | 88   | 526   |
| Nombre de jours avec précipitations | 8    | 6    | 6    | 7     | 5    | 2    | 1    | 1    | 2    | 6    | 7    | 8    |       |

## Villes principales
- Benalmádena
- Estepona
- Fuengirola
- Malaga
- Marbella
- Mijas
- Nerja
- Torremolinos
- Torrox
- Vélez-Málaga

## Villes A / Z

### A
- Alameda
- Alcaidesa
- Alcaucín
- Alfarnate
- Alfarnatejo
- Algarrobo
- Algatocín
- Alhaurín de la Torre
- Alhaurín El Grande
- Almáchar
- Almargen
- Almogía
- Álora
- Alozaina
- Alpandeire
- Antequera
- Árchez
- Archidona
- Ardales
- Arenas
- Arriate
- Atajate

### B
- Benadalid
- Benahavís
- Benalauría
- Benalmádena
- Benamargosa
- Benamocarra
- Benaoján
- Benarrabá
- El Borge
- El Burgo

### C
- Campillos
- Canillas de Aceituno
- Canillas de Albaida
- Cañete La Real
- Carratraca
- Cartajima
- Cártama
- Casabermeja
- Casarabonela
- Casares
- Coín
- Colmenar
- Comares
- Cómpeta
- Cortes de la Frontera
- Cuevas Bajas
- Cuevas de San Marcos
- Cuevas del Becerro
- Cútar

### E
- Estepona

### F
- Faraján
- Frigiliana
- Fuengirola
- Fuente de Piedra

### G
- Gaucín
- Genalguacil
- Guaro
- Guadiaro

### H
- Humilladero

### I
- Igualeja
- Istán
- Iznate

### J
- Jimera de Líbar
- Jubrique
- Júzcar

### M

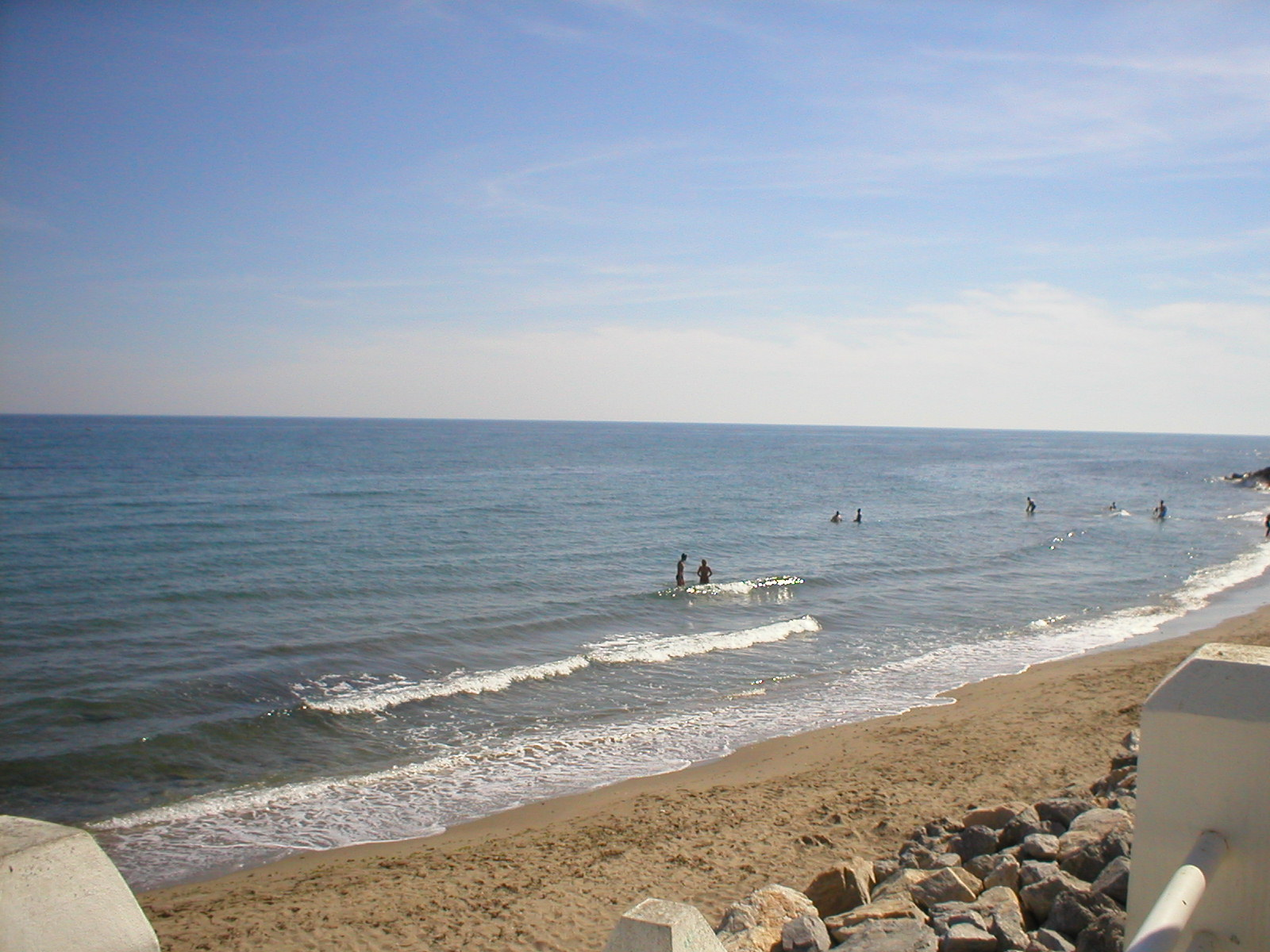
La plage de Calahonda située en partie sur la commune de Marbella.

- Macharaviaya
- Malaga
- Manilva
- Marbella
- Mijas
- Moclinejo
- Mollina
- Monda
- Montejaque

### N
- Nerja

### O
- Ojén

### P
- Parauta
- Periana
- Pizarra
- Pujerra

### R
- Rincón de la Victoria
- Riogordo
- Ronda

### S
- Salares
- Sayalonga
- Sedella
- Sierra de Yeguas
- Sotogrande

### T
- Teba
- Tolox
- Torremolinos
- Torrox
- Totalán

### V
- Valle de Abdalajís
- Vélez-Málaga
- Villanueva de Algaidas
- Villanueva de la Concepción
- Villanueva de Tapia
- Villanueva del Rosario
- Villanueva del Trabuco
- La Viñuela

### Y
- Yunquera